# San Salvador (Venedig)

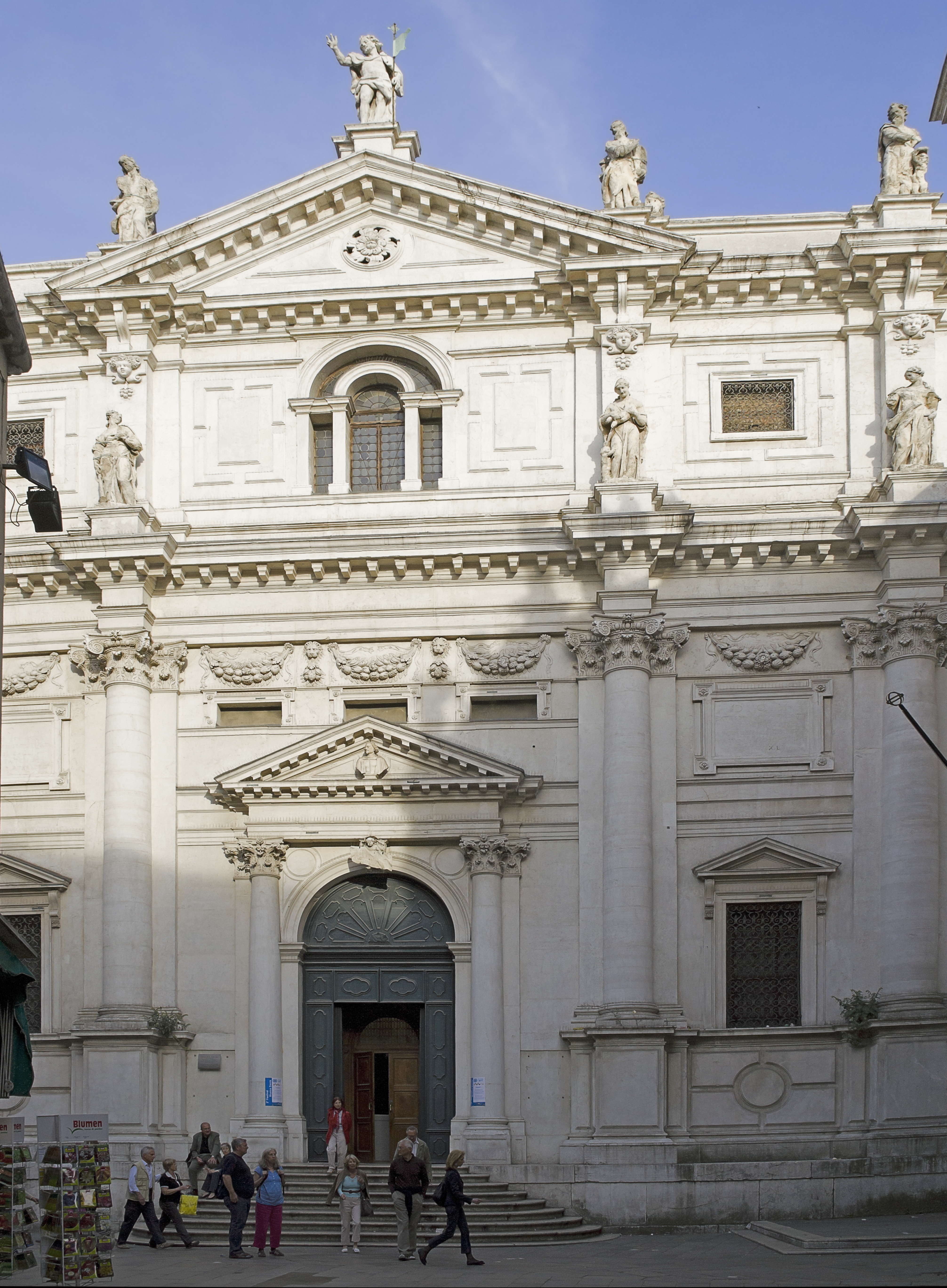

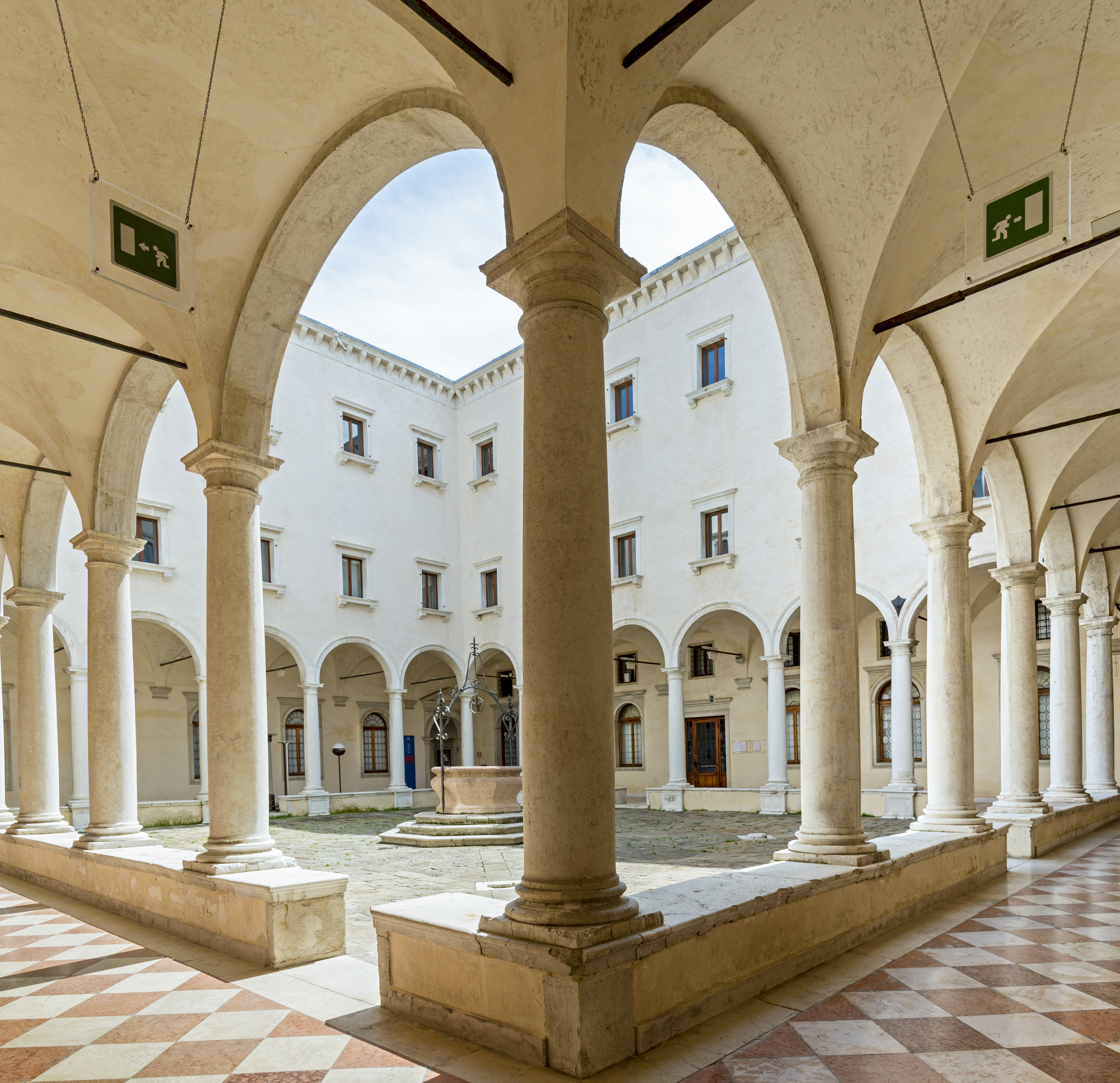
Kreuzgang

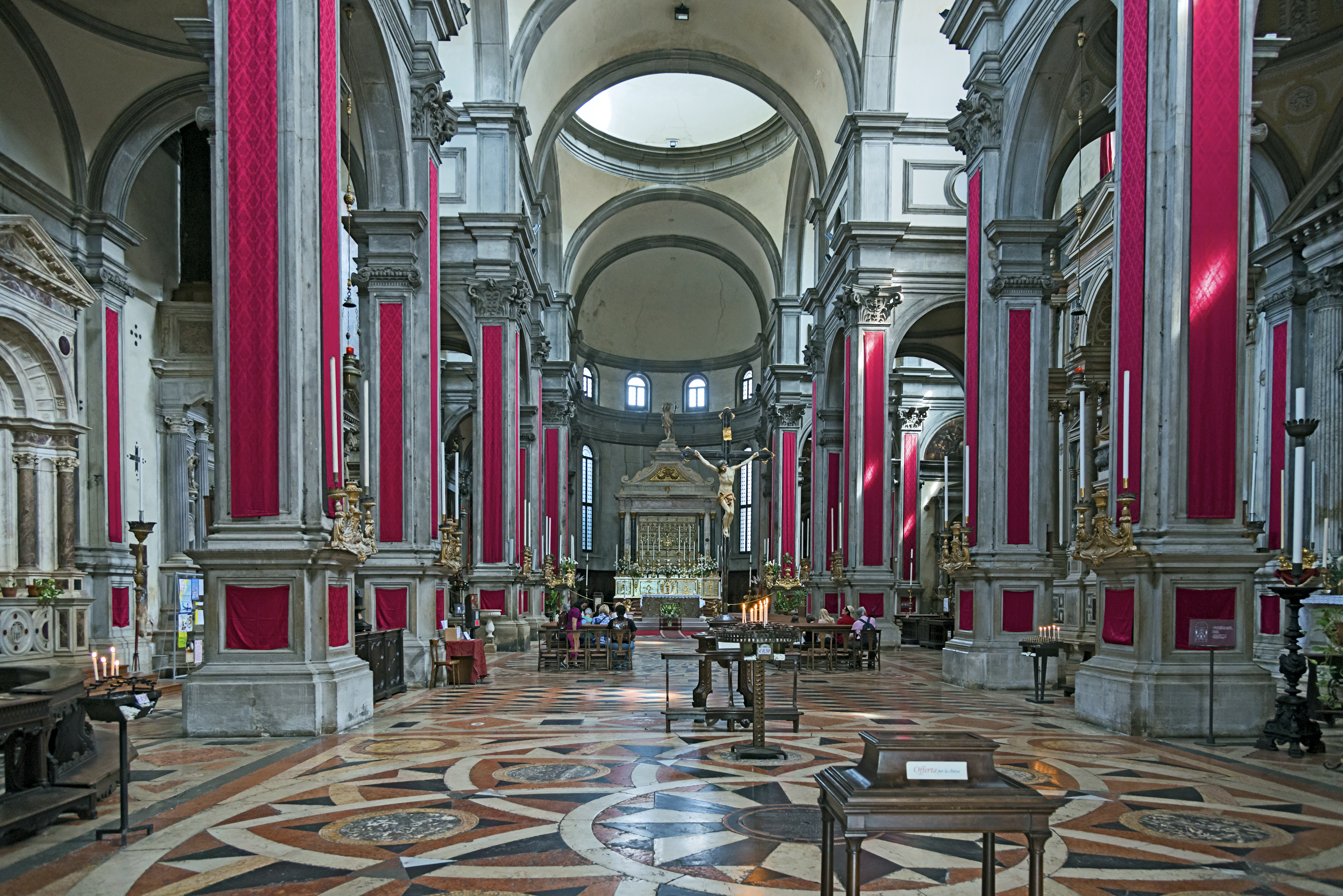

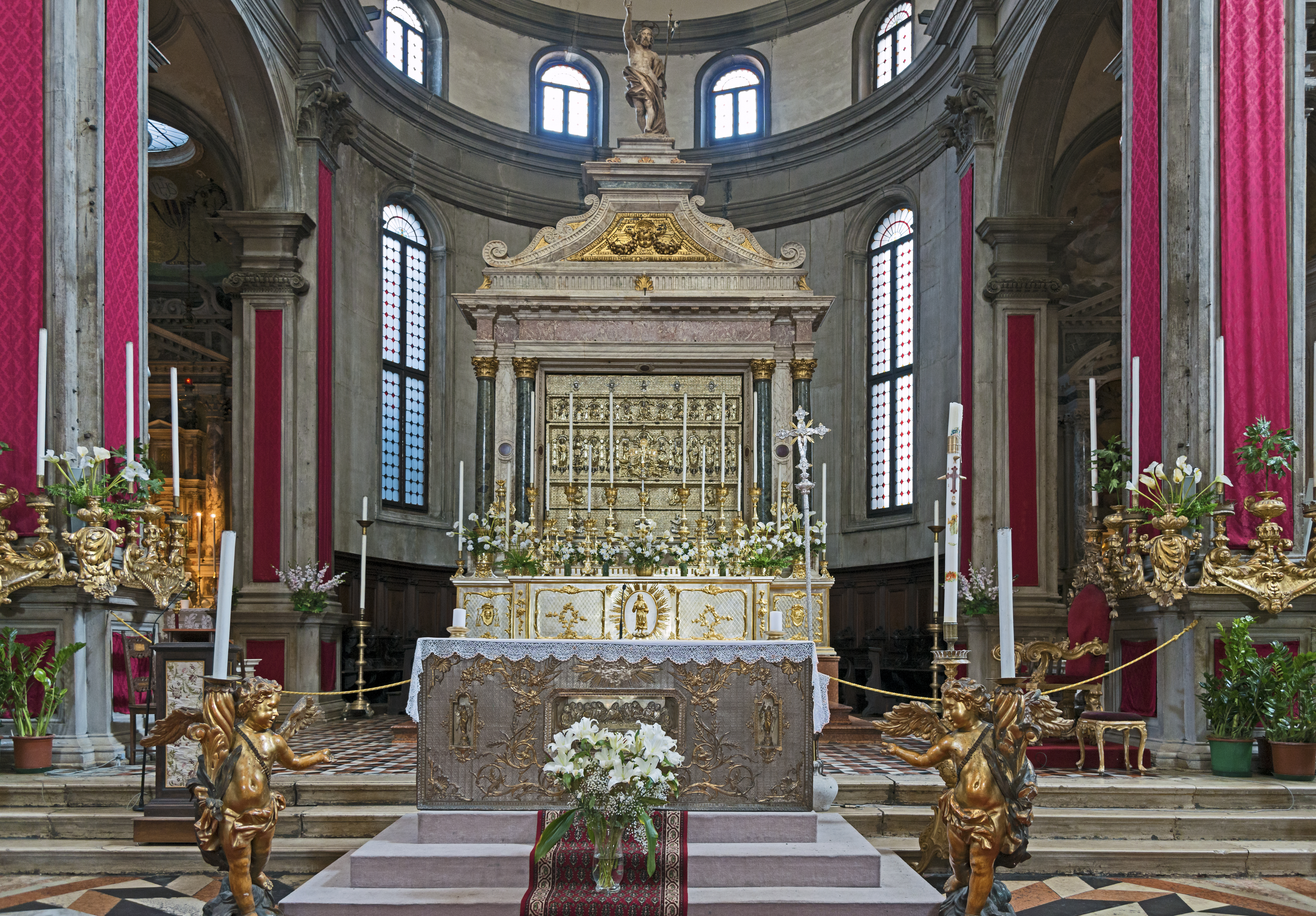
Silberner Hochaltar

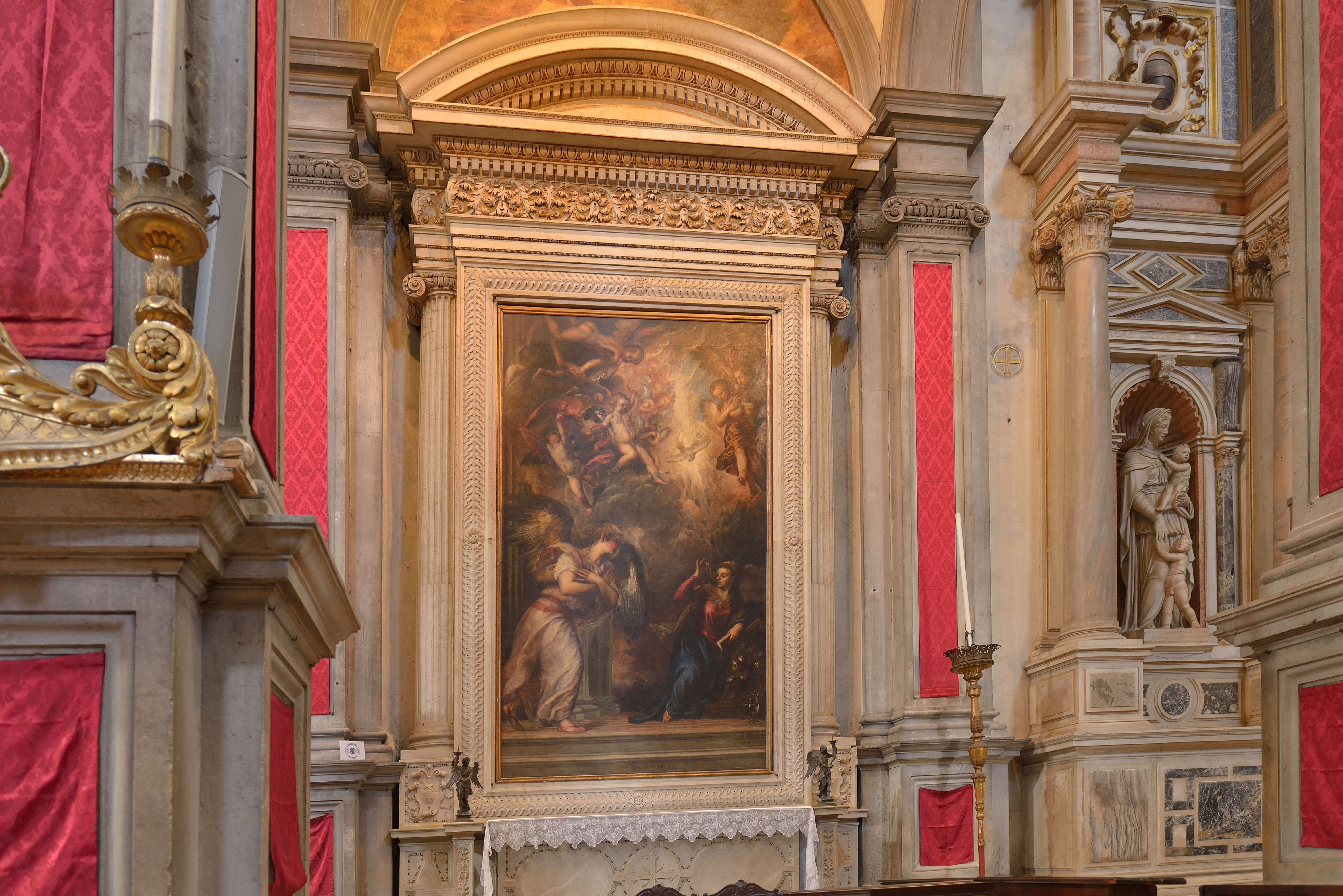
Tizians Verkündigung

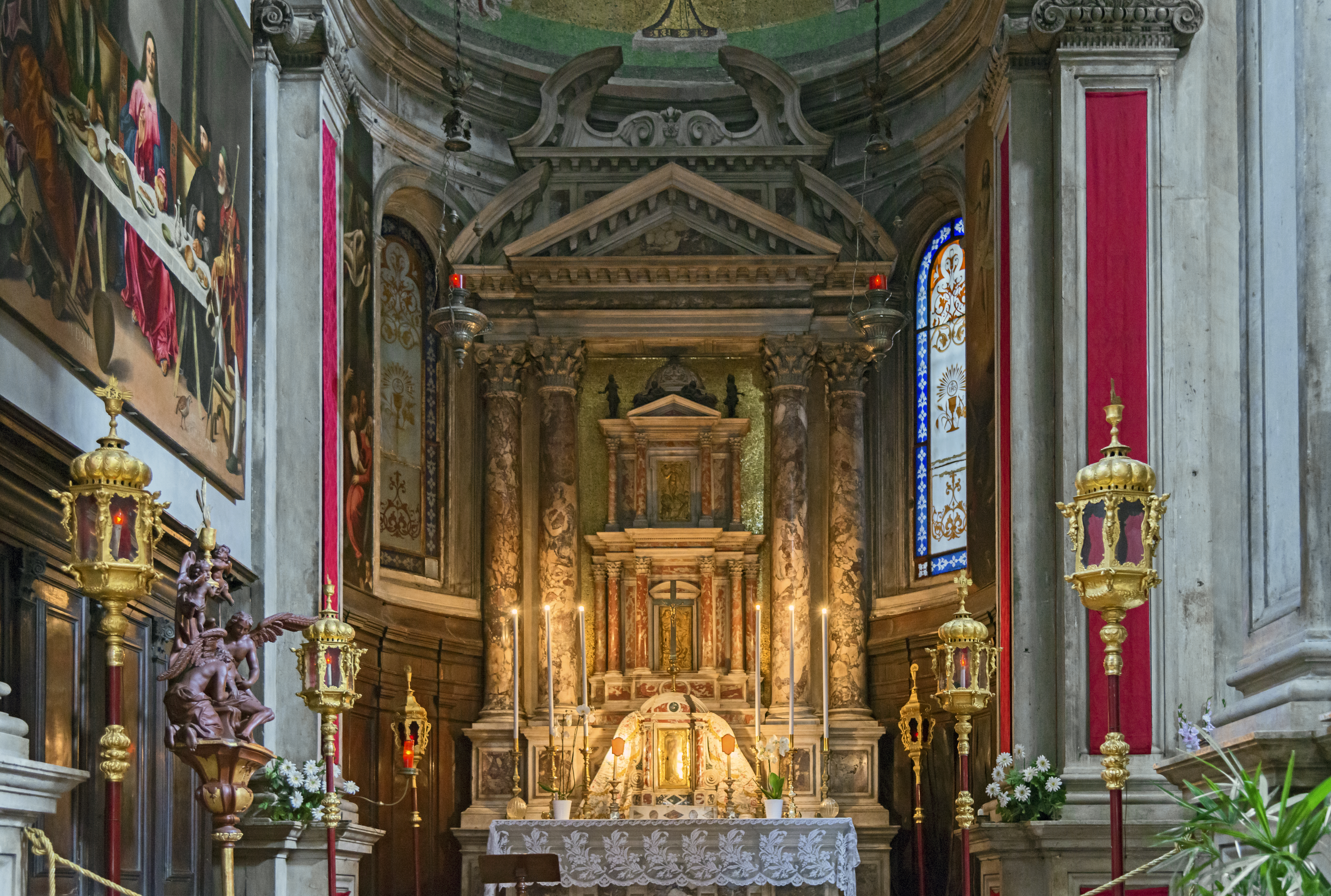
Kapelle des heiligen Sakramentes mit links oben Christus in Emmaus nach einem Original nach Giovanni Bellini

San Salvador ist eine Pfarrkirche am gleichnamigen Campo im Sestiere San Marco in Venedig. Die Amtseinführungszeremonie des letzten Dogen Ludovico Manin fand am 30. April 1764 in der Kirche statt.

## Baugeschichte
Die Kirche geht auf die Besiedlung des Rialto im 7. Jahrhundert zurück. Der legendarischen Überlieferung zufolge wurde sie im Jahr 638 durch Magnus von Oderzo gegründet.
1141 wurde ihr ein Kloster der Regularkanoniker angegliedert, das 1167 durch einen Brand beschädigt wurde und dessen Neubau Ende des 12. Jahrhunderts abgeschlossen war. Der Klosterkomplex wurde in der ersten Hälfte des 16. Jahrhunderts abgerissen und neu wiederaufgebaut.
Die Kirche wurde 1177 von Papst Alexander III. geweiht, nachdem es unter Vermittlung des Dogen Sebastiano Ziani zur Versöhnung mit Kaiser Friedrich I. Barbarossa gekommen war.
Die romanische Vorgängerkirche des 12. Jahrhunderts wurde im 14. und 15. Jahrhundert mehrfach umgebaut. 1508 wurde durch Antonio Contarini, Prior des Klosters und ab 1508 Patriarch von Venedig, der Entwurf Giorgio Spaventos ausgewählt, der Vorsitzender der Prokuratoren (Proto) der Markuskirche war. Nach seinem Tod wurde der Bau von Tullio Lombardo und Vincenzo Scamozzi fortgesetzt. Der Neubau erfolgte unter Beibehaltung des Grundrisses der kreuzförmigen Basilika mit drei halbrunden Apsiden und drei Kuppeln. Giorgio Spavento und Tullio Lombardo diente die Markuskirche als Vorbild. 
Der Bau der Fassade erfolgte Mitte des 17. Jahrhunderts durch Giuseppe Sardi im Auftrag des Kaufmanns Jacopo Galli. Dieser wählte als Vorbild die ebenfalls von ihm stammende Fassade der Scuola Grande di San Teodoro, verwandt der Fassade der Schola San Fantin, vermutlich von Alessandro Vittoria.

## Ausstattung
Der größte Teil der Reliquiare und Ausstattungsgegenstände stammt aus dem 13. und 14. Jahrhundert.
1206 stiftete Enrico Morosini die Pala des Hauptaltars aus Silber und Niello mit 27 Bildfeldern, in denen die Evangelisten, Heilige und Maria mit dem Kind sowie die Verklärung des Herrn dargestellt sind.
1252 stiftete der Doge Marino Morosini ein Apsismosaik.
1257 wurden die Gebeine des heiligen Theodor, des ersten byzantinischen Stadtpatrons und Vorgängers des heiligen Markus, in die Kirche überführt.
In der Kirche befindet sich neben Tizians Verklärung, die den silbernen Hochaltar normalerweise verdeckte, auch eine Verkündigung an der Südwand.
In der Kapelle des heiligen Sakraments in der linken Apsis befindet sich das Gemälde Christus in Emmaus, nach einem verlorenen Original von Giovanni Bellini.
1547 entstand durch Tommaso Lombardo die Statue des Heiligen Hieronymus. 
Von Bernardino Contin (ca. 1530 bis nach 1596) stammen die Grabmäler für Caterina Cornaro und ihren Neffen Kardinal Marco Cornaro. Auch findet sich eine Darstellung des Dogen Agostino Barbarigo, wie er von Caterina Corner die Krone von Zypern erhält; das Relief befindet sich auf dem Grabmonument der Corner.
In der Kirche entstand zudem 1578 bis 1582 das Doppelgrabmal für die Dogen Lorenzo und Gerolamo Priuli. Giulio Angolo del Moro schuf eine Erlöserskulptur am Grabmonument des Andrea Dolfin, des 1602 gestorbenen Prokurators. Nach einem Brand wurde Tommaso Temanza mit der Restaurierung des Gerolamo-Priuli-Denkmals beauftragt.